# Per Thullberg
Per Thullberg, född 1945, är en svensk historiker och ämbetsman. 
Thullberg var under 1970- och 1980-talen verksam som lärare och forskare vid Stockholms universitets historiska institution, professor från 1997. Thullbergs forskning innefattar bland annat jordbruks- och landsbygdshistoria, socialhistoria och personhistoria. Han representerar inom didaktiken en encyklopedisk kunskapssyn, det vill säga ämnesdjup ska kombineras med god allmänbildning. Thullberg var under 1990-talet chef för Högskoleverkets bedömnings- och utredningsavdelning när han utsågs till rektor, den förste, vid Södertörns högskola, en befattning han hade 1997–2002. 
Thullberg var generaldirektör för Skolverket 1 januari 2003–30 september 2010. Under hans tid som myndighetschef förändrades Skolverkets synsätt i kunskapsfrågor till att mer framhålla vikten av ämneskunskap. I Skolverkets lägesbedömning 2005 markerar han en ändring av myndighetens synsätt, vilket också kom att utgöra en grundval för statsmakternas förändrade och mer kunskapsinriktade skolpolitik. Det gällde nu inte längre att förneka utan att ta itu med skolans brister, bland annat genom skärpa styrdokument och ökad kontroll. Per Thullberg var statlig utredningsman när det gällde att bedöma när de skolpolitiska reformerna skulle kunna få genomslag i skolans vardag. Han bedömde att det skulle ta cirka ett decennium.
Thullberg var ledamot av kommunstyrelsen i Täby för socialdemokraterna i slutet av 1980-talet. Han var 1995–1997 ordförande i Historielärarnas förening.